# Naissance en 1111
Naissance
- 1107
- 1108
- 1109
- 1110
- 1111
- 1112
- 1113
- 1114
- 1115

Cette page dresse une liste de personnalités nées au cours de l'année 1111 :
- Agnès de Babenberg, duchesse consort de Pologne
- André Ier Bogolioubski, ou Andreï ou André Iourievitch, dirigeant du Rus' de Kiev.
- Ibn Qurqūl, théologien, grammairien et spécialiste du hadith andalou
- Sanemori Saitō, samouraï.
- Taqiyya Umm Ali bint Ghaith ibn Ali al-Armanazi (en), Umm ‘Alī Taqiyya bint Abi’l-Faraj Ghayth b. ‘Alī b. ‘Abd al-Salām b. Muḥammad b. Ja‘far al-Sulamī al-Armanāzī al-Ṣūrī, également connu en tant que Sitt al-Ni‘m, poète et enseignant égyptien.

date incertaine (vers 1111)
- Henri II de Limbourg, duc de Limbourg et comte d'Arlon.
- Jocelin de Bohon, prélat religieux normand.

## Crédit d'auteurs
- Cet article est partiellement ou en totalité issu de l'article intitulé « 1111 » (voir la liste des auteurs).